# Astylozoidae
Famille
Synonymes
- Astylozooidae,
- Astylozoonidae Kahl, 1935,
- Hastatellidae Erlanger, 1890

Les Astylozoidae sont une famille de Ciliés de la classe des Oligohymenophorea et de l'ordre des Peritrichida.

## Étymologie
Le nom de la famille vient du genre type Astylozoon, composé du « a privatif », du préfixe styl (du grec ancien στυλοσ / stylos, « tige, colonne, poteau »), et du suffixe zoid, « animal » , littéralement « animal sans tige », en référence au fait que ce cilié semble s'être « secondairement dépourvu d'une tige ». 

## Description
Les Astylozoidae ont une taille petite (< 80 μm) à moyenne (80 à 200 μm). Ils ont la forme d’une cloche. Leur trophonte nage librement ; il semble s’agir d’une forme qui s’est secondairement dépourvue de tige; elle nage en utilisant la ciliature buccale, son extrémité buccale étant tournée vers l'avant. Le télotroche  est dépourvu de ciliature somatique. Le trophonte possède une ou deux soies caudales rigides ou de courts cils caudaux issus de la scopula.
Leur macronoyau est en forme de bande. Micronoyau et vacuole contractile sont présents Le cytoprocte n’a pas été observé. Certaines espèces peuvent se transformer en kyste.

## Habitat et répartition
Les Astylozoidae vivent eau eau douce, en particulier dans le plancton, dans des mares temporaires ou de petits étangs.

## Liste des genres
Selon GBIF (26 décembre 2023) :
- Astylozoon Engelmann, 1862
  - Ordre synonyme : Geleiella Stiller, 1939
  - Espèce type : Astylozoon fallax Engelmann, 1862

Selon Lynn (2010) :
- Astylozoon Engelmann, 1862
- Hastatella Erlanger, 1890

## Systématique
Le nom valide de ce taxon est Astylozoidae Kahl, 1935.